# Переслав-Залесская провинция
Переслав-Залесская провинция — одна из провинций Российской империи. Центр — город Переславль-Залесский.
Переслав-Залесская провинция была образована в составе Московской губернии по указу Петра I «Об устройстве губерний и об определении в оныя правителей» в 1719 году. В состав провинции были включены города Переславль-Залесский и Ростов. По ревизии 1710 года в провинции насчитывалось 28,4 тыс. крестьянских дворов.
В ноябре 1775 года деление губерний на провинции было отменено.